# Битва при Анкарі
Битва при Анкарі – битва між армією сирійського царя Селевка II та силами його брата Антіоха Гіеракса, котра, ймовірно, відбулась біля 240/239 р. до н.е.

## Загальні відомості
Скориставшись складною ситуацією, яка виникла для Селевка ІІ під час Третьої Сирійської війни, його молодший брат Антіох Гіеракс спробував самому стати царем. Він базувався у Малій Азії, де залучав до спілки сили місцевих варварських правителів (у різних джерелах та в різні періоди його союзниками називають галатів, віфінського, каппадокійського та, можливо, понтійського царів). 
Маже всі існуючі античні джерела (Юстин, Полієн, Плутарх, Афіней) пишуть про важку поразку Селевка у битві з галатами. Ще одне джерело – Євсевій Кесарійський – згадує галатів як союзників Антіоха у двох битвах, причому перша з них була успішною для Селевка. Юстин та Полієн вказують на Анкару як місце події. Що стосується датування цієї битви, існують різні версії, у відповідності до різного датування самої війни. За однією з них це сталось у 240/239 р. до н.е., за іншою – в 236 р. до н.е.

## Події після битви
Відносно перебігу самого бойового зіткнення нам нічого невідомо. Зате про найближчі наступні події античні автори залишили цілий ряд згадок:
- за повідомленнями Юстина та Плутарха, певний час після битви Селевк вважався загиблим;
- Полієн в одній зі своїх «Стратегем» зазначає, що сирійський цар втік до Кілікії (при цьому Селевк одягнувся як зброєносець і, лише коли навколо зібрався великий загін, з’явився у царських одежах); 
- за ще одним твердженням Плутарха, первісно з Селевком залишилось не більше чотирьох супутників. Вони сильно страждали від голоду, допоки не знайшли якусь садибу з гостинним хазяїном, котрий накормив втікачів та проводив до дороги. Цей господар впізнав одягненого в просту одежу царя та міг би отримати потім велику винагороду, проте не втримався та назвав при прощанні Селевка за іменем. Останній притягнув його, начебто збираючись поцілувати, а сам подав знак супутникам вбити людину, котра дізналась небезпечну таємницю;  
- той же Полієн та Афіней пишуть, як вибрана коханка Селевка Міста потрапила у полон, проте встигла перевдягнутись із царських шат у одежу служниці. Будучи відвезена на Родос, вона відкрилась оточуючим та була викуплена родосцями. 
Відносно ж ходу війни, анкірська битва стала вирішальною у її першій фазі (243-240 або 239-236 рр. до н.е.), за результатами якої Селевк ІІ поступився малоазійськими володіннями Антіоху Гієраксу.

## Участь Мітрідата II Понтійського в битві
Євсевій Кесарійський описує одразу дві невдалі для Селевка битви. В одній із них його армія зазнала нищівної поразки від Мітрідата у Каппадокії, причому загинули 20 тисяч вояків і сам Селевк. Оскільки повідомлення стоїть в середині оповіді про діяльність Селевка, окремі дослідники вважають, що мова йде про все ту ж анкірську битву, в якій на стороні Антіоха Гіеракса виступили не лише галати, але й понтійський цар Мітрідат II. В той же час, повідомлення про загибель Селевка дозволяє створювати інші реконструкції на основі твору Євсевія.